# Zvonko Breber
Zvonko Breber (* 25. Mai 1952 in Donja Stubica) ist ein ehemaliger jugoslawischer Fußballspieler.

## Karriere

### Vereine
Breber trat 14-jährig der Jugendabteilung des NK Dinamo Zagreb bei und rückte zur Saison 1970/71 in die Erste Mannschaft auf, für die er bis Saisonende 1971/72 in der 1. Jugoslawischen Liga Punktspiele bestritt. Von 1972 bis 1980 spielte er für den NK Maribor in der 2. Jugoslawischen Liga, für den Verein er im Verlauf als Spielführer agierte.
Sein erster Verein außerhalb Jugoslawiens, war dann der SK Sturm Graz, zu dem sein vorheriger Trainer Trainer Otto Barić im März 1980 gewechselt war und ihn zu Saisonbeginn 1980/81 in die österreichische Bundesliga nachholte. Die 1:4-Niederlage im Heimspiel gegen den SK Rapid Wien am 20. Juni 1981 am letzten Spieltag brachte ihn und seine Mannschaft um die sichergeglaubte Meisterschaft. Der zweite Platz mit einem Punkt hinter dem FK Austria Wien berechtigte zur Teilnahme am Wettbewerb um den UEFA-Pokal 1981/82. 1983/84 ereilte die Mannschaft das Aus im Viertelfinale gegen Nottingham Forest. In der Bundesliga bestritt er unter Trainer Gernot Fraydl und Robert Pflug weitere 122 Punktspiele, in denen er neun Tore erzielte. Des Weiteren bestritt er jeweils 17 Spiele im Wettbewerb um den ÖFB- und UEFA-Intertoto-Cup.
In der Saison 1984/85 spielte er für den Zweitligisten Kapfenberger SV, den er am Saisonende nach dem Abstieg verließ und damit seine Spielerkarriere im Leistungsbereich beendete. Von 1985 bis 1993 war er für drei unterklassige Vereine aktiv, bei zweien noch als Spielertrainer.
Nach Maribor zurückgekehrt, dort im Verlauf seines Aufenthaltes die slowenische Staatsbürgerschaft angenommen, betreute er zuletzt – gemeinsam mit Darko Milanič – den NK Maribor und in Österreich den SVL Flavia Solva. Seit 2020 betreut er den im Gemeindeteil von Miklavž na Dravskem Polju ansässigen NK Dobrovce.

### Nationalmannschaft
Breber spielte im Jahr 1978 unter Trainer Otto Barić für die Amateurnationalmannschaft Jugoslawiens im Wettbewerb um den UEFA Amateur Cup. Am 15. Mai erreichte seine Mannschaft – nachdem sie sich zuvor im Halbfinale mit 3:1 im Elfmeterschießen gegen die Amateurnationalmannschaft Deutschlands durchgesetzt hatte – das Finale. In Athen wurde die Amateurnationalmannschaft Griechenlands mit 2:1 n. V. bezwungen.

## Erfolge
- UEFA Amateur Cup-Sieger 1978